# Jeanne Kouwenaar-Bijlo

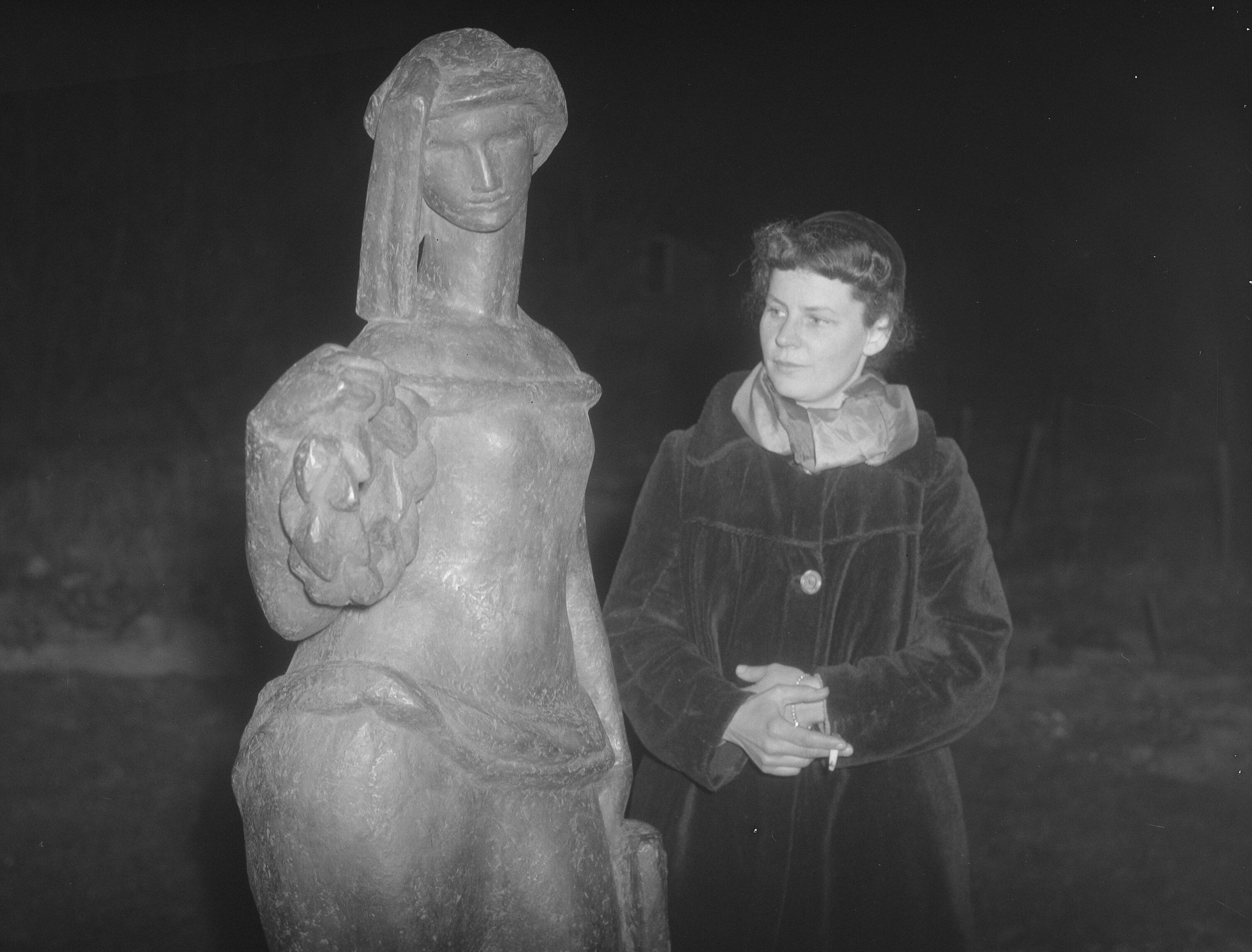
Jeanne Kouwenaar-Bijlo, 1950

Adriana Johanna „Jeanne“ Kouwenaar-Bijlo (* 4. Januar 1915 in Gresik, Java, Niederländisch-Indien; † 17. August 2000 in Bergen) war eine niederländische Bildhauerin.

## Leben
Jeanne Kouwenaar-Bijlo wurde in Gresik, heute ein Vorort von Surabaya im heutigen Indonesien als Tochter des Lehrerehepaars Johan Michiel Bijlo und Elisabeth Bos geboren. 1930 kehrte die Familie in die Niederlande zurück. Nach dem Besuch der Hogereburgerschool (HBS) besuchte Jeanne Bijlo bis 1934 das Instituut voor Kunstnijverheidsonderwijs, die heutige Gerrit Rietveld Academie in Amsterdam. Sie studierte Innenarchitektur, wechselte aber bald zur Bildhauerei, unter anderem bei Barend Jordens. Von 1935 bis 1938 studierte sie an der Rijksakademie van beeldende kunsten Amsterdam bei Jan Bronner. Nach dem Tod ihres Vaters pausierte sie und studierte erneut von 1941 bis 1943. Als die Akademie aufgrund des Zweiten Weltkriegs ihre Tätigkeit einstellen musste, arbeitete sie zwischen 1944 und 1945 einige Zeit im Atelier von Mari Andriessen.
Im März 1946 heiratete Jeanne Kouwenaar-Bijlo den Maler David Hendrik Christiaan Kouwenaar (1921–2011) und ließ sich in Bergen nieder. Bald darauf kamen die Töchter Daphne (1947–2015) und Janine zur Welt. In den Nachkriegsjahren hatte sie Kontakt zu Ossip Zadkine und anderen Bildhauern in Paris. Sie und ihr Mann waren befreundet mit der Fotografin Gerda Goedhart und deren Freundin, der Theaterschauspielerin und Regisseurin Angelika Hurwicz, die sich in Bergen niedergelassen hatten. Jeanne Kouwenaar-Bijlo starb 2000 in Bergen und wurde auf dem Friedhof Kerkedijk Bergen beigesetzt. Auf dem Grab wurde eine von ihr selbst geschaffene Bronzeskulptur aufgestellt.

## Werk
Jeanne Kouwenaar-Bijlo fertigte Kriegsdenkmäler und -mahnmale, Grabdenkmäler und figurative Skulpturen aus Bronze und Stein. Beeinflusst von Henry Moores Werken begann sie nach und nach abstraktere Formen zu verwenden. Sie war Mitglied im Nederlandse Kring van Beeldhouwers (NKVB). Im Jahr 1979 wurde sie Mitglied der Künstlervereinigung BBK '69 und 1979 des Kunstenaars Centrum Bergen (K.C.B.). 1997 wurde sie in die Provincie Noord-Holland afd. Kunst en Cultuur aufgenommen.
1952 stellte Jeanne Kouwenaar-Bijlo gemeinsam mit Pauline Eecen, Friso ten Holt und Lucebert im Stedelijk Museum Alkmaar aus. 1965 beteiligte sie sich an einer Ausstellung im Hortus Botanicus Leiden. 2011 wurden Skulpturen von ihr in der Ausstellung Uit eigen collectie und 2018 in der Ausstellung Van onbespied tot dressed to impress im Museum Kranenburg in Bergen ausgestellt.
Werke im öffentlichen Raum (Auswahl):
- Daphne, Sammlung Museum Kranenburgh, Bergen
- Kasper Niehaus, Bronzebüste, Beeldenpark de Havixhorst und Stedelijk Museum Alkmaar
- 1950: Stedemaagd, Kriegsmahnmal, Stein, Harddraverspad, Alkmaar, Provinz Noord-Holland
- 1950: Vreugde om het ontluiken der natuur, Merelhof, Bergen
- 1958: Nimf, Kriegsmahnmal, Bronze, Hartveldseweg, Diemen (1989 gestohlen)
- 1968: Het plukkende meisje, Beatrixlaan 46, Den Burg, Texel[3][9]

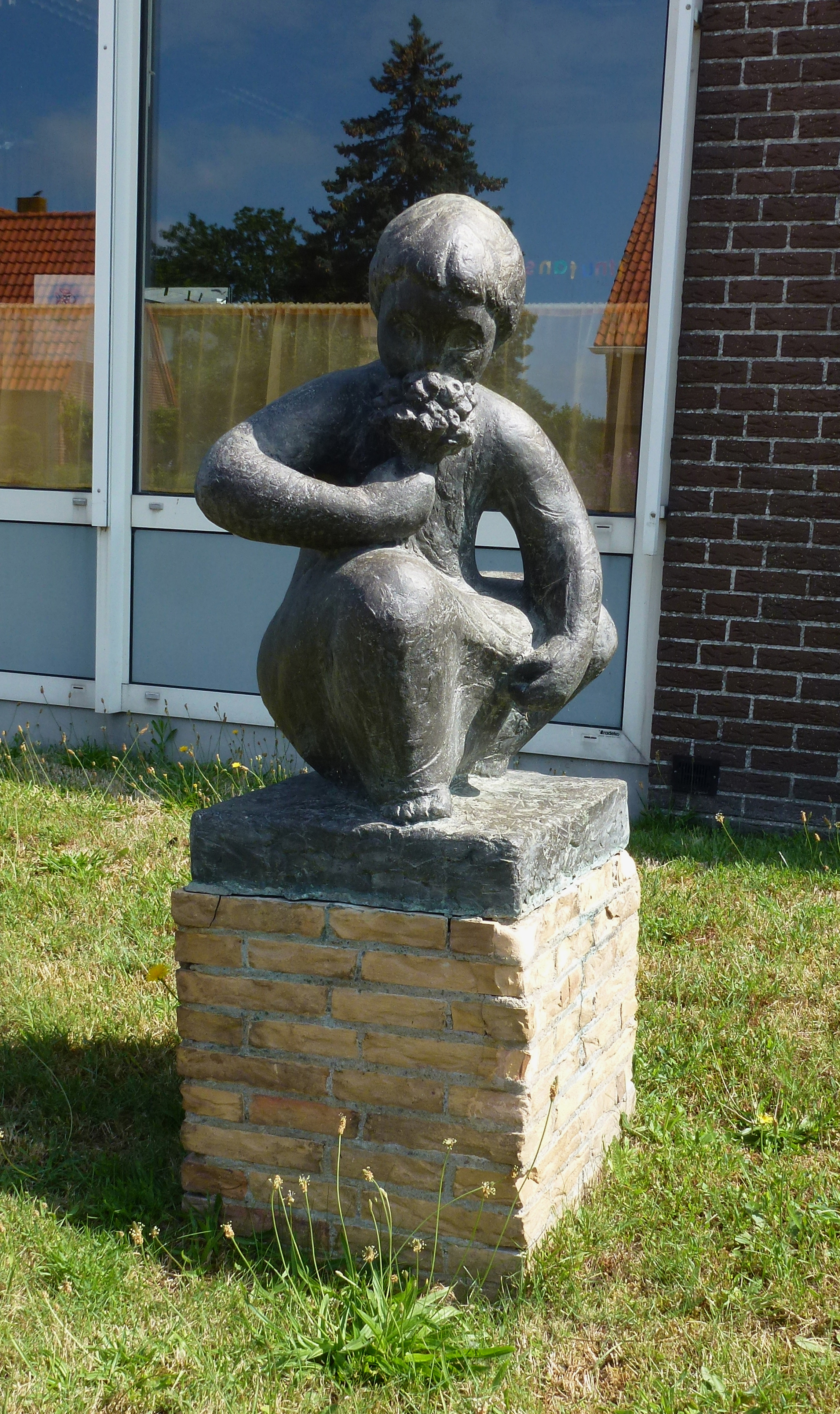
Het plukkende meisje
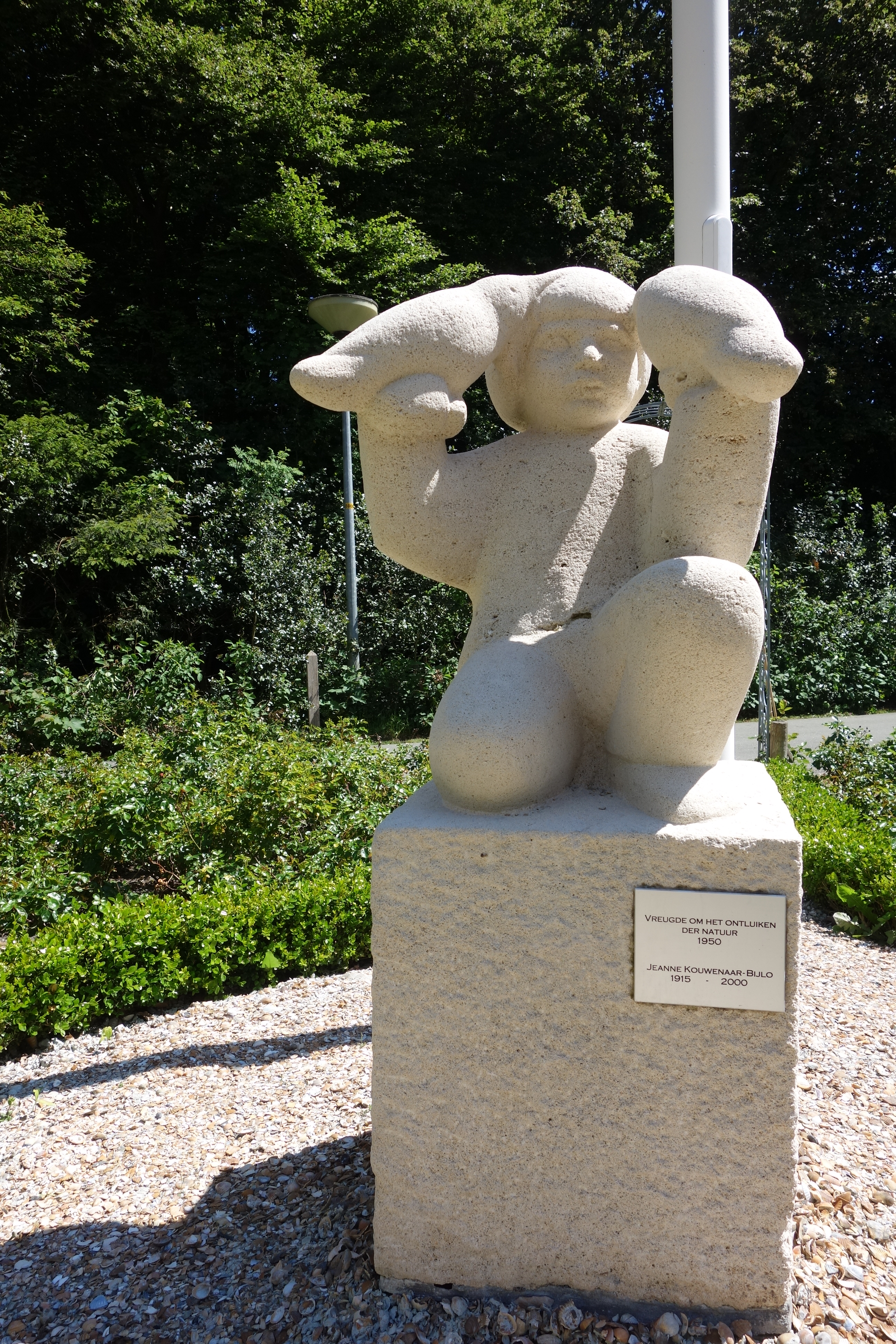
Vreugde om het ontluiken der natuur
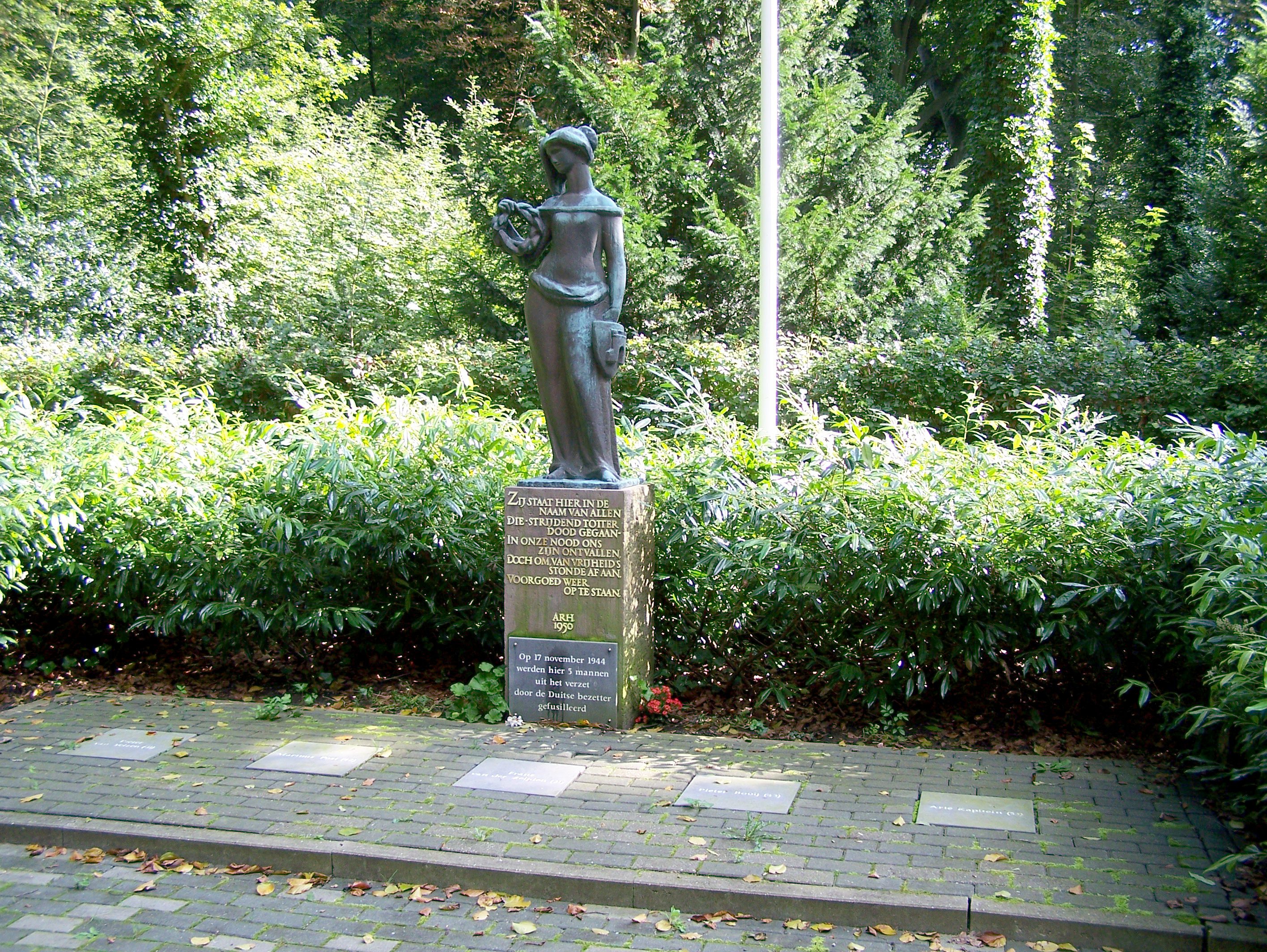
Stedemaagd